# 乔虎民
乔虎民，男，中国人民武装警察部队少将警衔，歷任武警新疆总队副司令、武警兵团指挥部司令員，長期在新疆武警部隊任職。
中國共產黨黨員。